# Прусынок
Прусынок — деревня в Верховском районе Орловской области. Входит в состав Русско-Бродского сельского поселения. Население — 233 чел. (2010).

## География
Прусынок находится в северо-восточной части области на Среднерусской возвышенности.
В деревне есть 5 улиц: Центральная, Новая, Нижняя, Хуторская, Губанова
В деревне расположена железнодорожная станция Здоровец, относящаяся к Московской железной дороге (Орел-Ливны).
Часовой пояс
деревня Прусынок, как и вся Орловская область, находится в часовой зоне МСК (московское время). Смещение применяемого времени относительно UTC составляет +3:00.

## История
Деревня Прусынок (Прусынокъ) отмечена на картах Ф. Ф. Шуберта (1846—1863 г.г.)

## Население
| 2002 | 2010 |
| ---- | ---- |
| 281  | ↘233 |

В деревне Прусынок расположена Мочильская средняя общеобразовательная школа
Национальный состав
Согласно результатам переписи 2002 года, в национальной структуре населения русские составляли 98 % от общей численности населения в 281 жителей.